# Labkrautbär
Der Labkrautbär oder Waldmeisterbär (Eucharia deserta, Syn.: Watsonarctia casta) ist ein Schmetterling (Nachtfalter) aus der Unterfamilie der Bärenspinner (Arctiinae).

## Beschreibung
Die Falter besitzen eine Flügelspannweite von 26 bis 32 Millimetern und haben einen stark untersetzten, dicht und lang behaarten Körper. Ihre Vorderflügel sind weiß und haben an der Spitze eine breite, schwarze, in der Mitte leicht eingebuchtete Binde und in der Mitte der Flügel eine breite, oft unterbrochene Binde. Am Flügelansatz sitzt je ein schwarzer Fleck. Die Hinterflügel, die beim Männchen weiß und beim Weibchen rosa sind, haben auf den Spitzen auch eine leicht unterbrochene schwarze Binde, dessen Farbe aber nicht so kräftig wie bei den Vorderflügeln ist. Die schwarzen Partien am weiblichen Falter sind deutlich kräftiger gefärbt als die der Männchen, deren Farbe ins Braun geht.
Die Raupen werden ca. 30 Millimeter lang. Sie sind graubraun und haben eine unterbrochene weiße Rückenlinie. Neben der Linie sitzen auf jedem Segment links und rechts ein dunkelbrauner bis schwarzer Fleck. Zusätzlich sind sie an den Seiten rosa bis weiß gefärbt.

## Verbreitung
Die Tiere leben in trockenen, sehr warmen Gegenden, wie z. B. auf felsigem oder sandigem Trockenrasen oder in steppenartigem Gelände. In Mitteleuropa kommen sie nur am Kaiserstuhl und dem angrenzenden Elsass sehr selten vor. In Südosteuropa, den südlichen Alpen und dem Mittelmeergebiet sind sie recht häufig.

### Flug- und Raupenzeiten
Die Falter fliegen in einer Generation im Mai. Die Raupen sind dämmerungs- und nachtaktiv und können von Mitte Juli bis Mitte August angetroffen werden (Kaiserstuhl).

## Lebensweise
Die Männchen sind gute Flieger und werden erst in den frühen Morgenstunden aktiv. Sie werden von künstlichem Licht stark angezogen. Die Weibchen sind im Gegensatz zu den Männchen flugträge und bewegen sich „einem Laufkäfer gleich, meist sehr flink und geschickt, bisweilen auch hüpfend und kurze Strecken auch niedrig über dem Boden fliegend …“ Bedingt durch dieses bodennahe Verhalten fallen sie gelegentlich Ameisenlöwen zum Opfer.
Werden Raupen des Labkrautbären tagsüber angetroffen, dann sind diese mit hoher Wahrscheinlichkeit parasitiert. Durch diese Störung haben sie ihr normales Verhalten aufgegeben und die schützende Vegetation verlassen.

### Nahrung der Raupen
Die Raupen ernähren sich vor allem von Echtem Labkraut (Galium verum), aber auch von anderen Labkräutern (Galium spec.) und angeblich auch von Waldmeister (Galium odoratum), weswegen sie auch Waldmeisterbär genannt werden.

### Fortpflanzung
Der Paarungsflug des Männchens beginnt wahrscheinlich kurz vor Beginn der Morgendämmerung. Die Weibchen legen ihre Eier in kleinen Häufchen auf niedrigen Pflanzen ab. Die Eiphase beträgt etwa eine Woche. Die daraus schlüpfenden Raupen fressen nur in der Nacht und sind dann sehr aktiv. Am Tag sitzen sie unter Grasbüscheln oder Laub versteckt. Sie überwintern und verpuppen sich im darauf folgenden Jahr unter Steinen oder in dichter Vegetation in einem sehr festen, braunen Gespinst, in das sie auch Pflanzenteile einbauen.